# Cretacoformica explicata
Cretacoformica explicata (лат.) — ископаемый вид проктотрупоидных наездников из монотипического рода Cretacoformica из семейства †Trupochalcididae Kozlov in Rasnitsyn, 1975 (=Cretacoformicidae; Proctotrupomorpha, Hymenoptera). Один из древнейших представителей наездников, первоначально описанный в качестве муравьёв. Обнаружен в меловых отложениях Австралии (штат Виктория, Koonwarra, аптский ярус, около 120 млн лет).

## Описание
Мелкие наездники, длина тела 3,4 мм. Усики 15-члениковые, короткие, членики жгутика поперечные. Скапус вдвое длиннее своей ширины. Голова короткая, поперечная. Жилкование переднего крыла сильео редуцировано: птеростигма широкая и в центер склеротизированная, развиты жилки RS, M и Cu (RS почти достигает края крыла). Ноги короткие, задняя лапка короче, чем задняя голень. Брюшко и петиоль широкие. Третий-шестой тергиты с базальным поперечным вдавлением. Длина переднего крыла 3,2 мм, мзосома 1,2 мм, длина сохранившейся части метасомы 1,7 мм, усики 1,45 мм, передняя голень 0,4 мм, средняя голень 0,43 мм, задняя голень 0,8 мм, передняя лапка 0,55 мм, задняя лапка 0,55 мм.

## Систематика
Вид Cretacoformica explicata был впервые описан в качестве ископаемого муравья по отпечаткам в 1986 году вместе со скорпионницами Prochoristella leongatha и Choristopanorpa drinnani, блохой Tarwinia australis, наездником Westratia nana. В 1993 году после дополнительного изучения уникального типового экземпляра в Музее штата Виктория в Мельбурне таксон был исключён из состава муравьёв и рассматривался в качестве incertae sedis в составе Apocrita (с некоторыми признаками сходными с Diapriidae).
В 2019 году †Cretacoformica Jell and Duncan, 1986 вместе с †Iberopria perialla Engel et al. 2013 (янтарь, Испания) включены в состав семейства †Cretacoformicidae. Это один из древнейших видов наездников отряда Hymenoptera. Представители Cretacoformicidae Rasnitsyn and Öhm-Kühnle 2019 имеют неясное систематическое положение и их сближают с надсемейством Serphitoidea s.l. (включая надсемейство Mymarommatoidea и семейство Yurapriidae) и Chalcidoidea, а также с видом наездников †Koonwarrus katya   gen. et sp. nov. из Proctotrupomorpha incertae familiae (Австралия, Koonwarra Fossil Bed, возможно близкое к Proctotrupoidea, Diaprioidea и/или Platygastroidea).
В 2020 году в ходе ревизии Proctotrupomorpha род Cretacoformica включён в состав семейства †Trupochalcididae Kozlov in Rasnitsyn, 1975 (=Cretacoformicidae) вместе с †Trupochalcis  Kozlov in Rasnitsyn, 1975.